# Luminance HDR
Pour les articles homonymes, voir Luminance (homonymie).
Luminance HDR (anciennement Qtpfsgui) est un logiciel libre de réalisation d'image HDR.
Luminance HDR est un logiciel libre et gratuit, sa licence est la GNU GPL v2. 
Luminance HDR est disponible sur les systèmes d'exploitation GNU/Linux, Windows et Mac OS X.

## Support
Luminance HDR supporte différents formats HDR :
- OpenEXR (exr)
- RGBE (Radiance) (hdr)
- TIFF 16 bit, 32 bit (tiff)
- Format  RAW

Il supporte également des formats non HDR :
- JPEG
- PNG
- PPM - PBM
- TIFF (8 bit)

## Signification
Qtpfsgui correspond aux noms de ses trois composants : 
- Qt : du nom de la bibliothèque d'objets graphiques Qt4.
- pfs : rapport au nom "pfs", logiciels sur lesquels s'appuie le programme.
- gui : Acronyme de graphical user interface (interface graphique utilisateur)